# Christophe Tiozzo
Christophe Tiozzo est un boxeur professionnel français né le 1er juin 1963 à Saint-Denis. Il a combattu dans la catégorie des super-moyens et des moyens en professionnel, et des super-welters en amateur. Il est le frère de Fabrice Tiozzo et de Franck Tiozzo.

## Carrière professionnelle
Brillant boxeur amateur, Christophe Tiozzo était promis à un bel avenir chez les professionnels. Managé par un jeune homme d’affaires extérieur au monde de la boxe, l’espoir gravit rapidement les échelons tout en évoluant en marge du système français : faisant l’impasse sur le championnat de France, il combat souvent aux États-Unis et enchaîne les victoires, pas toujours contre des boxeurs de valeur. En fait, ses deux victoires les plus significatives ont été acquises face à des Français. Bientôt, un championnat d’Europe se profile à l’horizon. Ce titre est détenu par le Français Pierre Joly qui va défendre farouchement son titre mais qui le cèdera aux points à l’issue d’une décision jugée sévère par de nombreux observateurs.
Désormais Champion d’Europe des poids moyens, Christophe Tiozzo va défendre son titre devant des challengers valeureux mais limités, puis s’en va défier l’Américain James Kinchen, un des hommes en forme de la catégorie supérieure. Récent « officieux » vainqueur du légendaire Thomas Hearns, Kinchen évolue en super moyens, catégorie que choisit Christophe Tiozzo pour effectuer sa conquête mondiale. Peut-être avec lucidité, car cette récente catégorie est nettement moins relevée que celle des moyens, où les boxeurs de valeur se trouvent à foison.
Vainqueur de l’Américain au cours d’un de ses meilleurs combats, Tiozzo se forge une position de prétendant mondial. Face à lui se profile le Coréen In Chul Baek, Champion du monde WBA, gros frappeur mais limité par la taille et la technique. Ancien super-welters, le Sud-coréen est dominé par le Français, et l’arbitre l'arrête au sixième round. Tiozzo est aux anges, et la France se découvre un champion du monde.
Après une défense relativement facile face à Paul Withaker, Tiozzo remet le couvert en affrontant Dan Morgan. Habitué à rencontrer des faire-valoir aux États-Unis, Morgan avait été propulsé no 6 WBA par une habile manœuvre de ses managers. Tiozzo met son adversaire KO au 2e round.
Quelques mois plus tard, Tiozzo affronte le Panaméen Victor Cordoba. Hors de condition, le Français réalise un combat courageux, mais trop habitué à des adversaires plus faciles, se fait battre avant la limite. Après deux combats sans enjeu, dont un particulièrement difficile face à l’Américain Lenzie Morgan (dont la boxe rappelait celle de Victor Cordoba), il s’attaqua au titre WBC des mi-lourds détenu par l’Australien Jeff Harding. Boxeur très physique, Harding conserva son titre en huit rounds.
Tiozzo raccrocha les gants à la suite de cette défaite puis effectua quelques années plus tard un come-back qui ne dura pas très longtemps. Christophe restera la star française du début des années 1990 mais dont le mental et le sérieux ont été souvent remis en question.

## Palmarès

### Professionnel
- Professionnel de 1985 à novembre 1988 en moyens, puis super-moyens de décembre 1988 à novembre 1991, et lourds-légers de 1992 à 1996, avec une inactivité en 1993 et 1994.
- 35 combats professionnels, 33 victoires (24 KO, ratio 75 %) et deux défaites (en championnats du monde)

- Défaite en championnat du monde des mi-lourds (WBC), le 5 juin 1992 face à l'Australien Jeff Harding à Marseille (KO technique / 8e round)
- Champion du monde des super-moyens (WBA), du 30 mars 1990 face au Sud-coréen In-Chul Baek à Lyon, au 5 avril 1991 battu par le Panaméen Victor Cordoba à Marseille (4 combats mondiaux WBA - 2 victoires en 1990)
- Champion d'Europe des poids moyens du 18 avril 1988 face au Français Pierre Joly en décembre 1988 (3 combats européens victorieux)

### Amateur
- Amateur de 1982 jusqu'au 2 juin 1985 (24 combats)
- Médaille de bronze des super-welters aux Jeux olympiques de Los Angeles en 1984
- Champion de France des super-welters en 1982 et 1983
- Champion de France des poids moyens en 1985 (3e en 1984)

## L'académie Christophe Tiozzo
L'Académie Christophe Tiozzo, association loi de 1901 à but non lucratif, est née en avril 2008 de la rencontre entre Christophe Tiozzo et Thomas Piquemal.
L'association a pour objectif de promouvoir la pratique de la boxe dans les quartiers classés Politique de la Ville. Au travers des valeurs véhiculées par la pratique de ce sport, elle souhaite favoriser l’insertion sociale et professionnelle des jeunes issus de ces quartiers. La boxe est une discipline extrêmement difficile, exigeante et technique qui demande sérieux, rigueur, courage, abnégation, envie de s’en sortir et respect des règles. L’acquisition de ces valeurs doit permettre, à ceux qui le souhaitent, de s’insérer professionnellement. 
Aussi, dans une démarche d'insertion sociale, L'Académie a mis en place des activités en lien avec l'Éducation Nationale, des cours d'handiboxe, des stages outdoor, des séances d'aéroboxe, des galas…
Quatre clubs ont ouvert leur porte à Villers-le-Bel, Toulouse, Curial et Saint-Jean de la Ruelle. L'association travaille par ailleurs avec des clubs labellisés à Marseille, Noisy-le-Grand, Nouzonville, Bazeilles, Fumay, Lormont, Grenoble, Paris 17e, Rillieux-La-Pape, Saint-Denis, Les Trois-Îlets en Martinique, Mantes-la-Jolie, Tours et à Hem.
Une salle est en prévision en Bretagne ou Christophe Tiozzo a vécu quelque temps chez son ami Trajko.